# Західноафриканські лопатеві черепахи
Західноафриканські лопатеві черепахи (Cycloderma) — рід черепах з родини Трикігтеві черепахи підряд М'якотілі черепахи. Має 2 види.

## Опис
Загальна довжина карапаксу представників цього роду коливається від 35 до 56 см. Голова невелика. Панцир має овальну форму. У задній частині розташовані хрящеві клапани — лопати, — що закривають задні кінцівки. Доволі сильно виражено окостеніння панцира. У молодих особин присутній чітко виражений кіль, який з віком зникає. лапи наділені розвиненими плавальними перетинками.
Забарвлення карапаксу коричневе або оливкове зі світлими відтінками. На ньому також можуть бути численні плямочки або смужки. Платрон трохи світліше за карапакс.

## Спосіб життя
Полюбляють річки, озера, стариці, болота у тропічних або дощових лісах. Харчуються рибою, земноводними, молюсками, безхребетними.
Самиці відкладають до 25 сферичних яєць.

## Розповсюдження
Мешкає у західній та східній Африці.

## Види
- Cycloderma aubryi
- Cycloderma frenatum